# Mechanisches Ohm
Das Mechanische Ohm (Einheitenzeichen: mech. Ω) ist eine veraltete Einheit der Mechanischen Impedanz.
{\displaystyle 1\;\mathrm {mech.\Omega } =1\;\mathrm {\frac {dyn}{cm\cdot s}} =0{,}001\;\mathrm {\frac {kg}{s}} =1\;\mathrm {\frac {g}{s}} }
Die mechanische Impedanz ist der Quotient aus Triebkraft und Schallschnelle und beschreibt den Widerstand, den ein Material einer mechanischen Schwingung entgegensetzt. Kraft und Geschwindigkeit werden als komplexe Größe beschrieben, die vom Phasenwinkel der Schwingung abhängen. Die Impedanz ist daher im Allgemeinen eine komplexe Größe.
Die Bezeichnung und das Symbol (Ω ist der griechische Großbuchstabe Omega) lehnen sich an das Ohm (Ω ohne den Zusatz „mech“) an, die SI-Einheit des elektrischen Widerstands und der Impedanz elektromagnetischer Wellen.

## Quelle
- Peter Kurzweil: Das Vieweg-Einheiten-Lexikon. Vieweg, Braunschweig/Wiesbaden 2000, ISBN 978-3-528-06987-2